# Biserica Ortodoxă a Greciei
Biserica Ortodoxă a Greciei sau Biserica Greciei este una din cele paisprezece biserici creștine ortodoxe autocefale. Până în anul 1833 a făcut parte integrantă din Patriarhia de Constantinopol, iar în 1833 s-a declarat autocefală. Acest statut i-a fost recunoscut de patriarhia de Constantinopol în anul 1850. Conducătorul BOG este arhiepiscopul de Atena. După decesul arhiepiscopului Christodoulos, în data de 7 februarie 2008 sinodul BOG l-a ales pe Ieronim al II-lea ca arhiepiscop al Atenei și întâistătător al BOG.

## Organizare
Biserica Ortodoxă Greacă este organizată în 81 de episcopii, dintre care 20 (în nord-estul Greciei și pe câteva insule) se află formal sub jurisdicția Patriarhiei de Constantinopol, dar sunt la rândul lor integrate pe deplin structurilor sinodale ale BOG. Din acest motiv, spre deosebire de episcopiile Creta și Dodekanes, care se află nu numai formal, ci și de facto, sub jurisdicția Patriarhiei Ecumenice, toate cele 81 de episcopii ortodoxe din Grecia sunt socotite ca făcând parte din Biserica Ortodoxă Greacă.

## Personalități
- Christos Yannaras